# Російсько-англійська війна
Російсько-англійська війна 1807—1812 років — збройний конфлікт між Російською імперією та Великою Британією під час наполеонівських війн.

## Причини
Після того як Росія зазнала поразки у кампанії проти Франції 1806 та 1807 років, вона була змушена розпочати мирні переговори. У Тільзиті (25 червня 1807) відбулась зустріч імператорів Олександра I та Наполеона I. В результаті між Пруссією та Росією з одного боку та Францією з іншого було підписано Тільзитський мир, відповідно до якого Росія приєдналась до континентальної блокади проти Великої Британії. Та блокада завдала удару по економіці як Росії, так і Великої Британії.
Під час наполеонівських війн британський флот завдавав значних збитків Данії та змусив її тим самим, стати на бік Наполеона I. Уклавши з Францією союз, Данія готувалась оголосити Британії континентальну блокаду. Проте 16 серпня 1807 британці висадили свій десант у Данії. Почалась англо-данська війна. 7 листопада британці війська захопили Копенгаген. Данія здавна була союзницею Росії на Балтійському морі, й захоплення данської столиці спричинило у Петербурзі величезне невдоволення.
Олександр I, спираючись на трактати, укладені між Росією та Швецією у 1790 та 1800 роках, зажадав від останньої, щоб її порти було закрито для британців, та довідавшись, що вона уклала союз з Великою Британією, оголосив їй війну. У лютому 1808 російські війська увійшли до Фінляндії, розпочавши тим самим останню російсько-шведську війну. Незважаючи на підтримку британського десанту й флоту, Швеція невдовзі зазнала поразки від Росії, після чого уклала з нею мирну угоду та долучилась до континентальної блокади.

## Статистика
| Сторони           | Населення (станом на 1807 рік) | Мобілізовано солдат | Убито солдат |
| ----------------- | ------------------------------ | ------------------- | ------------ |
| Російська імперія | 39 675 100                     | 24 000              | 800          |
| Велика Британія   | 11 520 000                     | 20 000              | 120          |
| РАЗОМ             | 51 175 100                     | 44 000              | 920          |

## Бойові дії
Бойові дії між британцями та росіянами велись в Атлантичному океані, Середземному, Адріатичному, Баренцовому та Балтійському морях. Утім ті битви не були масштабними й мали, скоріше, характер окремих бойових сутичок невеликих сил з кожною зі сторін.
3 травня 1808 у південноафриканському порту Саймонстаун британці затримали російський шлюп «Діана» під командуванням Василя Головніна, що прямував у Тихий океан для наукових робіт.
Дві найбільш кривавих битви тієї війни відбулись у липні 1808 року у Балтійському морі. Росіяни втратили корабель «Всеволод» і 3 канонерських човни. Екіпажі всіх тих суден були майже цілковито перебиті. Втрати британців були незначними, а кораблів вони зовсім не втратили. Також британці кілька разів грабували рибальські села на Мурманському березі.

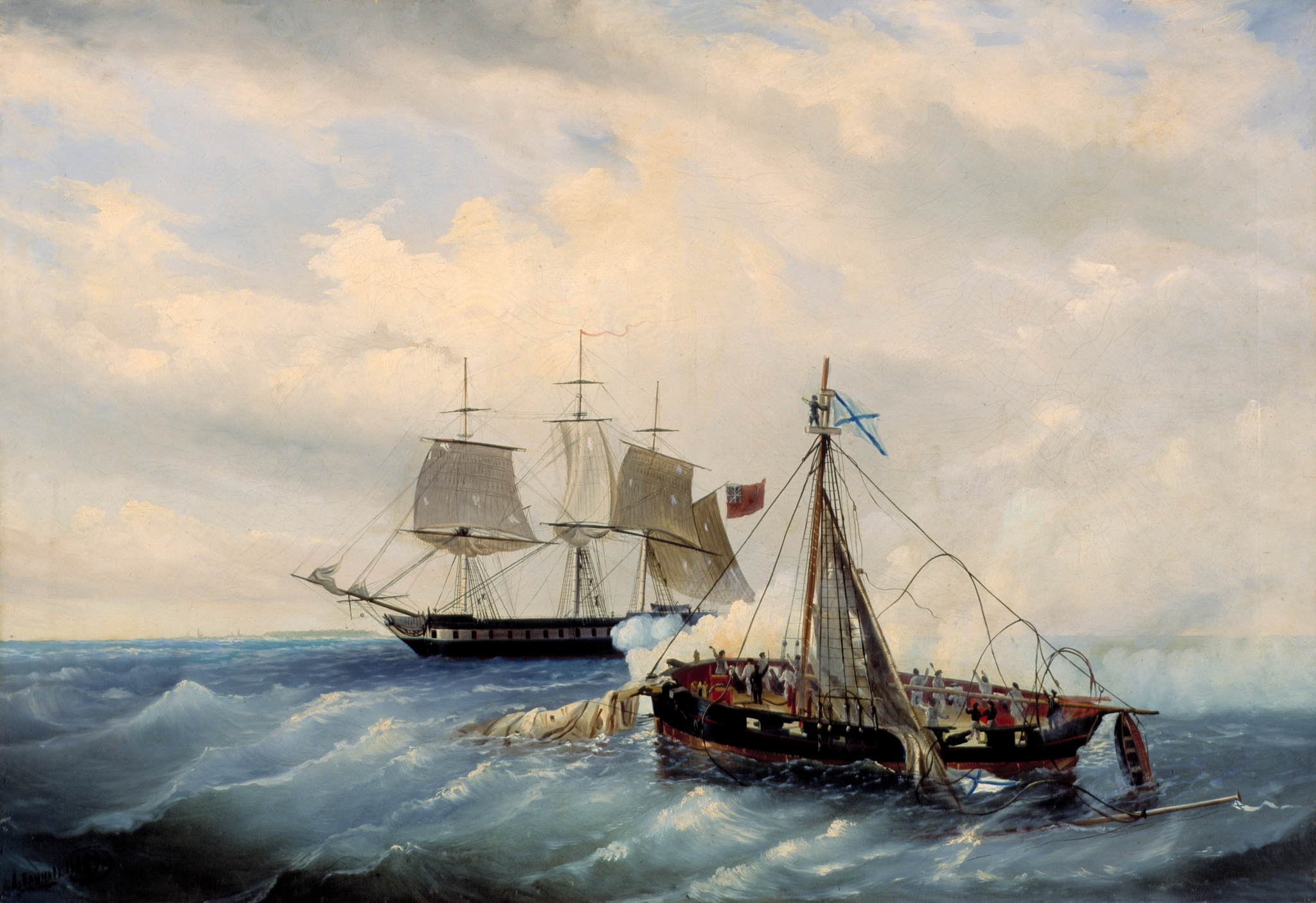
«Бій біля острова Нарген 11 червня 1808 року». Малюнок Л. Блінова

У серпні 1808 після сильного шторму російські кораблі зайшли до Лісабона для ремонту. До тієї ж гавані зайшла британська ескадра. Російського адмірала Сенявіна застали зненацька. Втім британці не стали атакувати розбиті штормом російські кораблі, які до того ж стояли на якорі. Сенявін уклав з британцями угоду, за якою він здавав свої кораблі британцям, але за умови, що Велика Британія видасть їх за півроку після укладення миру з Росією у тому ж стані, що й отримала на зберігання (Велика Британія повернула флот 1813 року). Російський екіпаж за британські кошти повернувся до Російської імперії.
12 червня 1809 року дорогою з Ревеля до Свеаборга 14-гарматний катер «Опыт» був атакований британським 44-гарматним фрегатом «Сальсет». Капітан «Опыта», Гаврило Невельськой, став до бою, в результаті якого чотири моряка загинули, а сам Невельськой був поранений. Британці захопили екіпаж «Опыта». Давши підписку не служити упродовж війни проти Великої Британії, моряки отримали свободу у порту Лібави.
17 травня 1809 британська ескадра (3 лінійних корабля, 4 фрегати й 1 бриг) напала на російський загін капітана 1-го рангу Бичевського (5 лінійних кораблів, 1 фрегат, 2 корвети) у Трієсті, але зазнавши відсічі, пішла в море.
Після того як між Швецією та Росією було укладено мирну угоду, Велика Британія припинила бойові дії проти Росії у Балтійському морі, а 1810 та 1811 років бойові дії між Великою Британією та Російською імперією взагалі не велись.

## Завершення війни
1812 року Наполеон вторгся до Російської імперії. Континентальна блокада, яку Росія була змушена оголосити Великій Британії після Тільзитської зустрічі Олександра I та Наполеона I, була припинена. Торгівля, якої гостро потребували як Росія, так і Велика Британія, відновилась. Вже 18 липня 1812 року в місті Еребру (Швеція) Велика Британія та Російська імперія підписали мирну угоду. За тією угодою Росія відновлювала торгівлю з Великою Британією, яка у свою чергу надавала Росії підтримку проти Наполеона у війні 1812 року. Угода мала величезне політичне значення, проте на підсумок війни 1812 вплинув мало.